# Хлепетево
Хлепе́тово (рос. Хлепетово) — присілок у складі Щолковського міського округу Московської області, Росія.

## Населення
Населення — 88 осіб (2010; 62 у 2002).
Національний склад (станом на 2002 рік):
- росіяни — 100 %